# 지방도 제729호선
지방도 제729호선은 전북특별자치도 순창군 금과면 방성리에서 정읍시 산내면 장금리 평림입구를 잇는 전북특별자치도의 지방도이다.
순창군 금과면 방성리 남단 도계에서 지방도 제887호선과 직결된다. 2014년 12월 15일에 미개통 구간인 순창군 구림면 ~ 정읍시 산내면 구간 5.15 km 구간이 개통되었다.

## 연혁
- 2003년 3월 27일 : 기점을 '담양군 무정면 평지리', 종점을 '담양군 무정면 서흥리'로 하여 6.5km 구간을 지방도 제729호선 '무정 ~ 산내선'으로 새로 지정[1]
- 2014년 12월 15일 : 순창군 구림면 금창리 ~ 정읍시 산내면 장금리 5.15 km 구간 신규 개통[2]

## 주요 경유지
- 순창군
  - 금과면 (지방도 제887호선과 직결) - 방성리 - (방성) - 청용리 - (미개통 구간 : 대성리 - 수양리 - 발산리)
  - 풍산면 죽곡리 - 못토고개
  - 순창읍 못토고개 - 백산 교차로 - 순창군공설운동장 - 교성 회전교차로 - 옥천교 - 순창여자중학교 - 순화 교차로 - 순창경찰서 - 경찰서 교차로 - 순창시외버스터미널 - 순창북중학교 - 순창고교 교차로 - 신기 교차로 - 복실리
  - 팔덕면 광암리
  - 구림면 구산리 - 구암리 - 둔기삼거리 - 구림교삼거리 - 구림교 - 구림면 행정복지센터 교차로 - 구림면 행정복지센터 - 금천교 - 금천리 - 금천2교 - 금천1교 - 회문산청소년수련장(구 금천분교) - 금창리 - 사실재
- 정읍시
  - 산내면 사실재 - 장금리 - (평림입구)

## 중복 구간
- 순창군 순창읍 순창고교 교차로 ~ 신기 교차로 : 국도 제27호선과 중복
- 순창군 구림면 둔기삼거리 ~ 구림교삼거리 : 국도 제21호선과 중복

## 도로명
- 순창군 금과면 방성리 ~ (방성) : 방성길
- 순창군 금과면 (방성) ~ 대성리 : 방대로
- 순창군 풍산면 죽곡리 ~ 순창읍 백산 교차로 : 아미로
- 순창군 순창읍 백산 교차로 ~ 순창시외버스터미널 : 장류로
- 순창군 순창읍 순창시외버스터미널 ~ 신기 교차로 : 옥천로
- 순창군 순창읍 신기 교차로 ~ 구림면 둔기삼거리 : 광암로
- 순창군 구림면 둔기삼거리 ~ 구림교삼거리 : 구인로
- 순창군 구림면 구림교삼거리 ~ 구림면 행정복지센터 교차로 : 연산2길
- 순창군 구림면 구림면 행정복지센터 교차로 ~ 사실재 : 구림로
- 정읍시 산내면 사실재 ~ 장금리(평림입구) : 장금길